# 646 TCN
646 TCN là một năm trong lịch La Mã.